# Manuel Chávez
Manuel Chávez – kostarykański judoka. Olimpijczyk z Moskwy 1980, gdzie zajął dziewiętnaste miejsce w wadze lekkiej.

## Letnie Igrzyska Olimpijskie 1980
| Konkurencja | Eliminacje               | Klas. końcowa |
| Konkurencja | I runda                  | Miejsce       |
| ----------- | ------------------------ | ------------- |
| 71 kg       | Tamaz Namgalauri (SUN) P | 19.           |